# Ulrike Tauber
Ulrike Tauber (* 16. Juni 1958 in Karl-Marx-Stadt) ist eine ehemalige deutsche Schwimmerin, die für die DDR startete.

## Werdegang
Ihren ersten großen Erfolg feierte sie mit dem Gewinn der Goldmedaillen bei den Europameisterschaften 1974 in Wien über 200 Meter und 400 Meter Lagen. Außerdem gewann sie Silber über 100 Meter und 200 Meter Rücken. Ihre nächsten Erfolge waren der Weltmeistertitel über 400 Meter Lagen bei den Weltmeisterschaften 1975 in Cali sowie der Sieg bei den Olympischen Spielen 1976 in Montreal über die gleiche Strecke. Des Weiteren gewann sie bei diesen Sommerspielen die Silbermedaille über die 200-Meter-Schmetterlingdistanz.
Im Jahr darauf konnte sie bei den Europameisterschaften 1977 in Jönköping beide Titel über die beiden Lagenstrecken verteidigen.

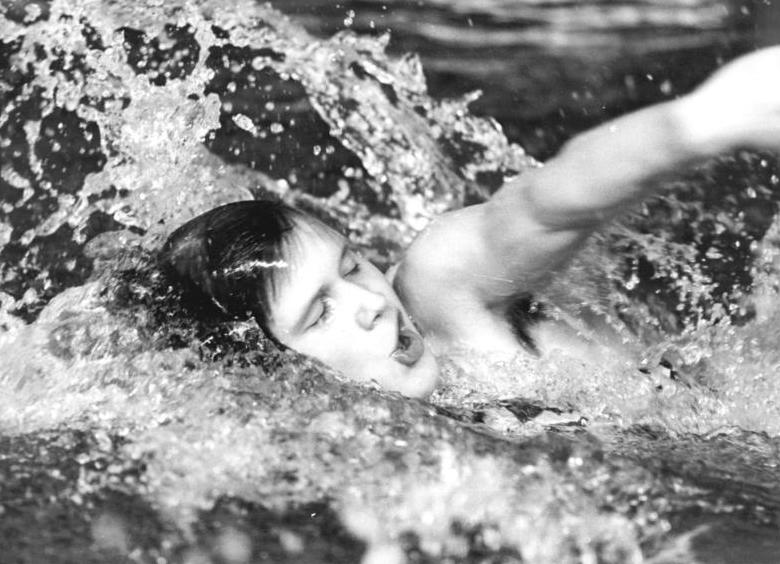
Ulrike Tauber bei den DDR-Hallenschwimmmeisterschaften in Rostock (1978)

Bei den Schwimmweltmeisterschaften 1978 in West-Berlin konnte sie ihren Titel über 400 Meter Lagen nicht verteidigen, wobei sie sich nur der US-Amerikanerin Tracy Caulkins geschlagen geben musste und die Silbermedaille gewann. Über 200 Meter Lagen wurde sie Dritte.
Nach den Olympischen Spielen 1980 in Moskau, bei denen sie keine Medaille mehr gewinnen konnte, trat sie vom Leistungssport zurück und wurde Ärztin. Im Jahr 1988 wurde sie in die Ruhmeshalle des internationalen Schwimmsports aufgenommen. 1976 wurde sie mit dem Vaterländischen Verdienstorden in Silber ausgezeichnet. Sie war Weltschwimmerin 1974 und 1977. Beide Auszeichnungen wurden 2013 zurückgenommen.

### DDR-Doping
Im Zuge des DDR-Dopingprozesses und den damit im Zusammenhang stehenden Nachforschungen und Archivaufarbeitungen der Doping-Praktiken der DDR-Mediziner und Sportfunktionäre wurden unter anderem Dopingplan-Vorgaben von Ulrike Tauber gefunden. Für Tauber wurde sowohl ein ärztliches Dopingprogramm, als auch eine anschließende Wiederherstellungstherapie entwickelt. Weiters ist sie eine jener Sportlerinnen, die eine Doping-Mitwisserschaft zugeben. Tauber wurde ihre Auszeichnung als „Welt-Schwimmerin des Jahres“ durch das US-Magazin „Swimming World“ aberkannt.